# US Viterbese 1908
US Viterbese 1908 je italský fotbalový klub hrající v sezóně 2022/23 ve 3. italské fotbalové lize sídlící ve městě Viterbo v regionu Lazio.
Historie klubu Unione Sportiva Viterbese pravděpodobně začala v roce 1908 (neexistují o tom žádné spolehlivé zdroje), ale mezi aktivitami nebyl fotbal. Až v roce 1919 se zřídila fotbalová sekce, které předsedal Igino Garbini. První sezona u profi ligy byla 1945/46 ve třetí lize. Hráli ji tři sezony a sestoupili níž. Znovu se vrátil v sezoně 1970/71 na tři sezony. V roce 1986 se na dva roky stal prezidentem klubu bývalý hráč Juventusu Omar Sivori, ale i on nepomohl k dobrým výkonům. Sezonu 1995/96 hrál klub ve čtvrté lize.
Na sezonu 2004/05 se klub nezapsal do třetí ligy a prezident Capucci prodal tým společnosti Greco, která nepodala záruku registrace. Po neklidném létě byl Unione Sportiva Viterbese Calcio definitivně vyřazen ze soutěže. V dubnu 2005 byl klub prohlášen v bankrotu a bylo zahájeno vyšetřování, které vedlo k zatčení bývalého prezidenta Fabrizia Capucciho, bývalého generálního ředitele Giorgia Chessariho, generálního ředitele Giuseppe Fienghiho a Francesca Greca. Tito čtyři byli obviněni z podvodného bankrotu a z vystavení falešných faktur.
Ještě v létě 2004 se zrodil nový klub Viterbo Calcio, který byl přijat do soutěže čtvrté ligy s Angelem Venanzim jako prezidentem. Na lavičku byl povolán trenér Carlo Susini, který navzdory startu na poslední chvíli vytvořil tým. Začátek se zdál pozitivní, ale pak začaly porážky a Gialloblù (jak se týmu přezdívá) se neúprosně zhroutilo na dně tabulky. Další bankrot přišel v roce 2013. To prezident klubu A.D.C. Viterbese  Castrense Piero Camilli, přivedl do Viterba sportovní titul svého týmu, který vytvořil spojením s A.S.D. Real Pool Viterbo. Návrat do profi ligy se konal v sezoně 2016/17 a od té chvíle ji hraje nepřetržitě.
Nejlepší umístění ve třetí lize bylo 3. místo v sezoně 2003/04.

## Změny názvu klubu
- 1926/27 – 1929/30 – US Viterbese Calcio (Unione Sportiva Viterbese Calcio)
- 1931/32 – 1936/37 – AS Viterbo (Associazione Sportiva Viterbo)
- 1937/38 – CF GIL Viterbo (Comando Federale G.I.L. Viterbo)
- 1938/39 – GS GIL Viterbo (G.S. G.I.L. Viterbo)
- 1940/41 – 1949/50 – AS Viterbo (Associazione Sportiva Viterbo)
- 1950/51 – 1961/62 – US Viterbese (Unione Sportiva Viterbese)
- 1962/63 – 1963/64 – US Tuscanviterbese (Unione Sportiva Tuscanviterbese)
- 1964/65 – 2003/04 – US Viterbese (Unione Sportiva Viterbese)
- 2004/05 – 2005/06 – AS Viterbo Calcio (Associazione Sportiva Viterbo Calcio)
- 2006/07 – 2012/13 – AS Viterbese Calcio (Associazione Sportiva Viterbese Calcio)
- 2013/14 – 2015/16 – Viterbese Castrense (Viterbese Castrense)
- 2016/17 – 2019/20 – AS Viterbese Castrense (Associazione Sportiva Viterbese Castrense)
- 2020/21 – US Viterbese 1908 (Unione Sportiva Viterbese 1908)

## Získané trofeje

### Vyhrané domácí soutěže
- 4. italská liga (4x)

1969/70, 1975/76, 1998/99, 2015/16

## Účast v ligách
| Úroveň soutěže | Název soutěže (nynější název) | První hraná sezona | Poslední hraná sezona | celkem odehraných sezon |
| -------------- | ----------------------------- | ------------------ | --------------------- | ----------------------- |
| 3              | Serie C                       | 1945/46            | 2022/23               | 19                      |
| 4              | Serie D                       | 1967/68            | 2015/16               | 17                      |
| 5              | Eccellenza                    | 1978/79            | 1994/95               | 19                      |

## Známí hráči v klubu
- Fabio Liverani – (1996–2000) reprezentant
- Linas Mėgelaitis – (2021–) reprezentant